# Dirty Laundry
"Dirty Laundry" é uma canção gravada pela cantora e compositora norte-americana Kelly Rowland. Foi enviada pela editora discográfica Universal Republic Records às principais estações de rádio urban contemporary a 15 de Maio de 2013 como o segundo single do quarto álbum de estúdio da artista, Talk a Good Game (2013). A música foi composta por Rowland, Terius Nash e Carlos McKinney, e produzida e arranjada pelo segundo, que registou-se sob o nome The-Dream. Musicalmente, é uma balada "confessional" do género musical R&B com uma melodia conduzida por um piano e bateria leve.
Em geral, "Dirty Laundry" foi recebida com opiniões positivas pela crítica especialista em música contemporânea, que elogiou a inserção do piano na sua produção, bem como as letras, que vêm Rowland a fazer uma abordagem sobre a inveja que teve da sua amiga Beyoncé Knowles, uma vez que esta atingiu um sucesso incrível aquando da separação do grupo Destiny's Child. Nos Estados Unidos, a canção teve um desempenho comercial moderado, tendo se posicionado dentro das 50 melhores posições da tabela musical Hot R&B/Hip-Hop Songs.

## Antecedentes
Pouco tempo após o lançamento do terceiro álbum de estúdio de Rowland, Here I Am (2011), foi reportado que ela já estava a trabalhar no sucessor deste. Em Março de 2012, o cantor Lonny Bereal, que vem trabalhando com a artista desde 2011, disse em uma entrevista ao Kempire Radio que o novo álbum iria mostrar o retorno da cantora às suas raízes de R&B: "Ela está a vir muito forte com o R&B. Com certeza ela irá dar aos ouvintes de música pop o que eles estão à espera. Mas, ela está mesmo a voltar para o R&B com este álbum. O seu trabalho está muito confiante agora. É definitivamente uma nova Kelly Rowland. Ela não me deixou nem sequer inserir o auto-tune na sua voz desta vez. Ela ficou do tipo, 'Não, eu quero que as pessoas realmente me percebam'." No mês seguinte, Rowland disse à MTV News que o disco teria um tema e que ela esteve a documentar todo o processo de gravação do álbum para que os seus fãs pudessem ver. Durante uma entrevista com a revista Vegas em Junho de 2012, ela descreveu o álbum como uma dedicação às "minhas senhoras". "Eu quero dizer às mulheres o quão incrível nós somos, como a nossa intuição está tão forte. Às vezes nós não ouvimo-la, mas ela é a coisa que pode de facto nos fazer mais felizes", explicou a cantora.
| “ | Com as coisas de que estou a falar, eu acho que é provavelmente o mais vulnerável que já estive em um projecto. E eu apenas queria tocar a mão de uma mulher, falar com ela, você percebe o que quero dizer? Tipo, está é a minha irmã e eu acho que essa é uma das coisas que eu realmente queria abordar neste álbum, é a celebração de uma mulher. | ” |
|   | — Rowland durante uma entrevista com a Billboard. |   |

## Alinhamento de faixas
| Download digital |                 |         |  |
| N.º              | Título          | Duração |  |
| 1.               | "Dirty Laundry" | 5:30    |  |

| Download digital |                                   |         |  |
| N.º              | Título                            | Duração |  |
| 1.               | "Dirty Laundry" (edição da rádio) | 5:30    |  |

## Desempenho nas tabelas musicais
Nos Estados Unidos, "Dirty Laundry" estreou na tabela musical Hot R&B/Hip-Hop Songs no número 50, tendo semanas depois atingido o seu pico no número 47. No Canadá, na sua primeira semana de lançamento nas estações de rádio, a canção estreou na tabela Urban Airplay na trigésima primeira posição.
| País — Tabela musical (2013)                       | Posição de pico |
| -------------------------------------------------- | --------------- |
| Canadá — Urban Airplay (Nielsen BDS)               | 15              |
| Estados Unidos — Hot R&B/Hip-Hop Songs (Billboard) | 47              |

## Histórico de lançamento
| Região         | Data                | Formato               | Editora discográfica       |
| -------------- | ------------------- | --------------------- | -------------------------- |
| Estados Unidos | 15 de Maio de 2013  | Urban contemporary    | Universal Republic Records |
| Estados Unidos | 21 de Maio de 2013  | Download digital      | Universal Republic Records |
| França         | 29 de Maio de 2013  | Download digital      | Def Jam Recordings         |
| Alemanha       | 29 de Maio de 2013  | Download digital      | Universal Music Group      |
| Itália         | 29 de Maio de 2013  | Download digital      | Universal Music Group      |
| Espanha        | 29 de Maio de 2013  | Download digital      | Universal Music Group      |
| Reino Unido    | 29 de Maio de 2013  | Download digital      | Universal Island           |
| Estados Unidos | 30 de Julho de 2013 | Rhythmic contemporary | Universal Republic Records |